# Echinaria
|  | Per al gènere homònim (obsolet) de la tribu Paniceae, vegeu el gènere Cenchrus. |

Echinaria és un gènere de plantes de la família de les poàcies, ordre de les poals, subclasse de les commelínides, classe de les liliòpsides, divisió dels magnoliofitins.

## Taxonomia
- Echinaria capitata (L.) Desf.
- Echinaria pumila Willk.
- Echinaria spicata Debeaux
- Echinaria todaroana (Ces.) Ciferri & Giacom.